# Johannes Bugenhagen

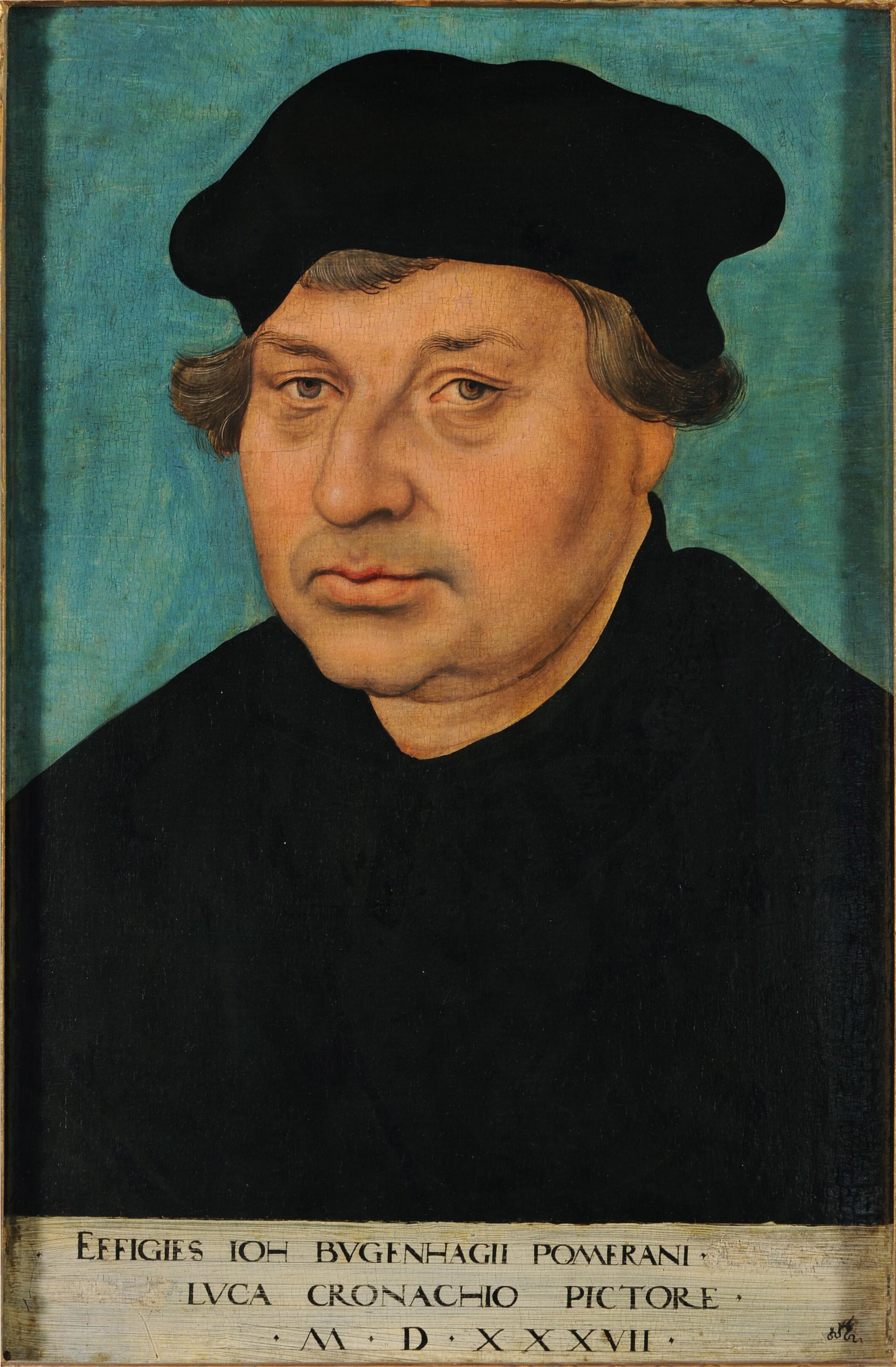
Johannes Bugenhagen, målning av Lucas Cranach den äldre.

Johannes Bugenhagen, kallad Pomeranus, född den 24 juni 1485 i Wollin, död den 20 april 1558 i Wittenberg, var en tysk teolog och en av Luthers främsta medarbetare. 
Bugenhagen involverades i reformationen via humanismen, som han hade anammat redan under sin studietid i Greifswald. Han verkade sedan i humanismens anda från 1504 vid stadsskolan i Treptow och från 1517 vid klosterskolan i Beluck. Som humanist strävade han mot vad han identifierade som sin tids kyrkliga missbruk. Från början ansåg han Luthers ståndpunkt vara alltför radikal, men lät sig efterhand övertygas. 1521 begav han sig till Wittenberg och stod sedan trofast vid Luthers sida såsom en av dennes mest förtrogna vänner. Det var Bugenhagen, som 1525 förrättade Luthers vigsel och 1546 höll han liktalet över honom. Från 1523 var han kyrkoherde i Wittenberg, och från 1535 var han även fast lärare vid universitetet. 
Johannes Bugenhagen kallades vid åtskilliga tillfällen till andra orter, för att där leda det nya kyrkoväsendets organisation. Han är ensam eller huvudsaklig författare till en lång rad kyrkoordningar: Braunschweig 1528, Hamburg 1529, Lübeck 1531, Pommern 1534, Holstein 1542, Braunschweig-Wolfenbüttel 1543. Särskilt betydelsefull var hans vistelse i Danmark 1537-1539, som skedde på kallelse av Kristian III. Där reviderade han den av Tausen utarbetade kyrkoordningen, och arbetade dessutom kraftfullt med bland annat omorganisationen av Köpenhamns universitet. 
Mot slutet av sitt liv blev Bugenhagen utsatt för de strängaste lutheranernas misstankar och anklagelser. Detta föranleddes av några medgivanden, som han förmåtts till av hertig Morits. Bugenhagens främsta styrka låg på det praktiska området. Hans kyrkoordningar satte i högst väsentlig grad sin prägel på den nordtyska lutherdomen. De är genomgående starkt konservativa, men inte utan pragmatiska inslag. Bugenhagen deltog också i de teologiska striderna och var en av de flitigaste medarbetarna vid det stora bibelöversättningsverket.